# Eastwatch
«Eastwatch» es el quinto episodio de la séptima temporada de la serie de fantasía medieval de HBO Game of Thrones. El episodio fue escrito por Dave Hill y dirigido por Matt Shakman.
El título hace referencia al nombre del lugar donde transcurre la escena final. "Guardaoriente" recibió elogios por parte de los críticos, que enumeraron la interacción de Jon Snow con Drogon, la actuación de Lena Headey como Cersei Lannister, el regreso de Gendry y la tensión entre Arya y Petyr Baelish como puntos destacados del episodio. En Estados Unidos, el capítulo alcanzó una audiencia de 10.72 millones en su emisión inicial.
El episodio marca la última aparición de Tom Hopper y James Faulkner.

## Argumento

### En el Camino de Rosas
Bronn lleva a Jaime Lannister a tierra sobre la Bahía de Aguasnegras. Ambos reconocen que los Lannister nunca podrán vencer a los tres dragones de Daenerys en la batalla.
Daenerys Targaryen le da a los soldados sobrevivientes de Lannister y Tarly la posibilidad de elegir la lealtad a ella o la muerte. Randyll Tarly se resiste; su hijo Dickon está con él, aunque Randyll Tarly quiere que se salve. Tyrion insta a Daenerys a que los envíe para el Muro, pero los Tarly se niegan a ir hacia el Norte. Entonces, Daenerys cumple con su palabra y los mata con el fuego de Drogon. Los prisioneros restantes se ponen de rodillas.

### En Invernalia
A través de los ojos de los cuervos, Bran localiza el ejército del Rey de la Noche más allá del Muro. Solicita que se envíen cuervos a lo largo de los Siete Reinos para advertir de la amenaza.
Arya es testigo de que Sansa rechaza diplomáticamente la sugerencia de Lord Glover y Lord Royce de gobernar el Norte. Arya acusa en privado a Sansa de querer desplazar a Jon. Meñique deja ver a Arya cómo oculta el pergamino que Cersei forzó escribir a Sansa después de que Robert Baratheon muriera, pidiéndole a Robb que jurara lealtad a Joffrey; Arya lo encuentra y lo lee.

### En Antigua
El Archimaestre Ebrose recibe el cuervo de Bran y discute el mensaje con otros Archimaestres. Samwell Tarly, inconsciente de las recientes muertes de su padre y hermano, interrumpe para responder por Bran y le pide a los Archimaestros que utilicen la autoridad de la Ciudadela para preparar a Poniente para la guerra con los Caminantes Blancos. Ebrose decide que el asunto necesita más estudio.
Sam transcribe un diario cargado de minucias del Alto Supremo. Sam se enfurece porque está cansado de leer sobre logros de "mejores hombres", por lo que roba documentos de la biblioteca y se va de Antigua con Gilly y el pequeño Sam.

### En Rocadragón
Daenerys regresa a casa y Drogon interactúa con Jon Nieve. Jorah ha regresado y Daenerys le da la bienvenida. Varys y Tyrion discuten en privado la brutalidad de las ejecuciones de Daenerys y la moralidad de servir a un gobernante que mata a otros (como hizo Varys con el Rey Loco). Varys implora a Tyrion que haga que Daenerys escuche, con la esperanza de que su pragmatismo atempere su creciente crueldad.
Jon y Davos asisten a la reunión de Daenerys con sus asesores. Jon recibe la advertencia de Bran y decide ir más allá del Muro para luchar contra los muertos y le pide ayuda nuevamente a Daenerys. Ella se niega, porque dejar su guerra contra Cersei significaría cederle el Trono de Hierro. Tyrion propone capturar un Caminante Blanco al norte del Muro y llevarlo a Desembarco del Rey, para mostrarle el verdadero peligro a Cersei y obtener su apoyo. Jon y Jorah son los primeros voluntarios para la misión.
Tyrion y Davos regresan de Desembarco del Rey con Gendry. Davos le aconseja que oculte su identidad y se convierta en un herrero de Invernalia; Gendry se presenta abiertamente a Jon y se une a su excursión.

### En Desembarco del Rey
Jaime regresa con Cersei y le dice que la guerra no es ganable para los Lannister. Revela que Olenna Tyrell envenenó a Joffrey, exonerando a Tyrion. Cersei lamenta la muerte indolora de Olenna.
Tyrion y Davos se infiltran en Desembarco del Rey a través de una cala de contrabandistas. Bronn lleva a Jaime con Tyrion, quien solicita una audiencia con Cersei una vez que Jon pueda probar que el ejército de los muertos existe. Jaime transmite el mensaje de su hermano; Cersei duda de la advertencia de Tyrion, pero cree que ella y Jaime derrotarán a cualquier enemigo. Cersei reconoce que detenerse un momento puede ser una necesidad estratégica para ella. También le dice a Jaime que está embarazada y lo reconocerá a él públicamente como el padre.
Davos localiza a Gendry, quien con entusiasmo deja Desembarco del Rey con él. Dos vigilantes descubren el barco de Davos; él los soborna, pero Tyrion regresa y ellos lo reconocen, por lo que Gendry los mata. Los tres se van.

### En Guardaoriente
Jon, Davos, Gendry y Jorah se encuentran con Tormund Matagigantes en la fortaleza de la Guardia de la Noche de Guardaoriente, donde están encarcelados la Hermandad sin Estandartes y el Perro. Los hombres discuten sus enemistados, pero reconocen que ahora están luchando contra un enemigo en común; Davos se queda en Guardaoriente y todos los demás cruzan el Muro.

## Producción
"Guardaoriente" fue escrito para la televisión por Dave Hill, quien anteriormente había escrito dos episodios para la serie, "Hijos de la Arpía" y "A casa", además de haber trabajado como asistente de escritura desde la segunda temporada del programa. En una entrevista con Entertainment Weekly, Hill comentó las intenciones de las decisiones de los personajes y las historias que participaron en la escritura del episodio. Al escribir la secuencia inicial entre Daenerys y Randyll y Rickon Tarly, Hill notó la diferencia entre Daenerys y los otros gobernantes, en el sentido de que ofreció a los hombres una opción, diciendo: "estos señores desobedecieron y le faltaron el respeto en su rebelión contra la legítima Reina. Entonces ella les da una salida y no la toman". También habló sobre el efecto de ser derrotado por Daenerys en Jaime, señalando que "esta fue la primera vez que la enfrentaron en campo abierto y eso no es algo que haya visto nunca. Pero es tan difícil tratar con Daenerys y sus dragones, y es mucho más difícil tratar con Cersei".
En lo que respecta a la salida de Jon Nieve de Rocadragón, Hill también mencionó que Daenerys cree que Jon es honesto, y que "no puede continuar una guerra y aún tiene Siete Reinos para gobernar después de que la guerra haya terminado". Con la reunión secreta entre Jaime y Tyrion, la intención de Hill al escribir la escena era abrir la interacción con "antagonismo total y odio" y, finalmente, cambiarlo a los dos a "estar vagamente del mismo lado". Señala que aunque Jaime no le puede creer a Tyrion, valió la pena explorar la posibilidad de una tregua.
Hill declaró que los escritores no estaban seguros de cuándo se debería reintroducir a Gendry en la historia. Señaló que los escritores siempre tuvieron la idea de traer de nuevo a Gendry, y que originalmente habían planeado traerlo de vuelta en la temporada anterior. Finalmente, decidieron hacerlo en "Guardaoriente" para ubicarlo en la historia que él denominó "la gran misión", con Jon Nieve más allá del Muro. Continuó diciendo: "tenía sentido que Davos quisiera salvar a este muchacho que es como un hijo sustituto".

## Recepción

### Audiencia
"Guardaoriente" fue visto por 10.72 millones de personas en su primera emisión de HBO, estableciendo un nuevo récord de audiencia para Game of Thrones hasta ese momento.

### Crítica
El episodio recibió elogios de los críticos, que enumeraron la interacción de Jon Nieve con Drogon, la actuación de Lena Headey y el regreso de Gendry como puntos destacados. Recibió una calificación del 98% en Rotten Tomatoes con un promedio de 8/10. El consenso del sitio dice: "'Guardaoriente' cambió el feroz espectáculo del capítulo anterior por un enfoque más lento, pero aún así ofreció algunas revelaciones y reuniones espectaculares".
Matt Fowler de IGN escribió en su reseña del episodio: "puede haber representado un respiro en la acción, por así decirlo, pero seguro que no se retrasó. Fue un episodio magistralmente ocupado, con grandes momentos por venir en cada una de las escenas. Las conexiones pasadas de todos están mejorando, notando y utilizando para trazar de manera significativa y natural". Continuó mencionando varias de las reuniones y llamadas que tuvieron lugar durante todo el año, diciendo "desde que Sam se encontró con Bran al final de la tercer temporada, hasta que Gendry finalmente regresó al programa y se reunió con Davos y Beric (en el mismo episodio), y Jorah encontró su camino de regreso a Daenerys, hasta la tensa pero fructífera reunión de Tyrion y Jaime, 'Guardaoriente' estuvo repleto de pasado que se hizo presente y se usó para informar a la drástica y dramática guerra". Le dio al episodio un 9.2/10.